# Vincent Voiture
Vincent Voiture, född 24 februari 1597 i Amiens, död 26 maj 1648 i Paris, var en fransk författare, som ingick i den första gruppen ledamöter av Franska akademien.

## Biografi
Vincent Voiture var förhållandevis av ringa börd, som son till en rik köpman, men lyckades skaffa sig mäktiga vänner och beundrare, vilka införde honom i den förnäma världen i Paris. Han ansågs ända till sin död som en oumbärlig gäst i kretsar där man fann nöje i litterära samtal och sysselsättningar, framför allt av preciositeten, som samlades i det berömda Hotel de Rambouillet, där han blev uppskattad, särskilt av de yngre; Madame de Rabouillets dotter Julie d'Angennes kallade honom "dvärgkungen". Den ende i umgängeslivet som var ett hot mot Voitures popularitet var Antoine Godeau; de båda skulle fortsättningsvis vara rivaler.
Tidigt kom Voiture sålunda i beröring med Frankrikes mest betydande män, bland annat hertig Gaston av Orléans, som använde honom i flera diplomatiska uppdrag och slutligen utnämnde honom till introducteur des ambassadeurs vid sitt hov, kardinalen av Richelieu, som gav honom säte i den av honom stiftade Franska akademien, med mera. Även av kung Ludvig XIII av Frankrike erhöll han särskilda ynnestbevis, bland annat en anställning som maitre d’hôtel vid det kungliga hovet. 
När Charles de Sainte-Maure frågade om Voiture ville bidra till madrigalcykeln Guirlande de Julie, vägrade han. I det preciösa sällskapet var han en av kombattanterna i det så kallade sonettkriget, där en av hans dikter, tillägnad en viss Uranie, jämfördes med en dikt av en annan i sällskapet, Isaac de Benserade, som skrivit om Job.

## Författarskap

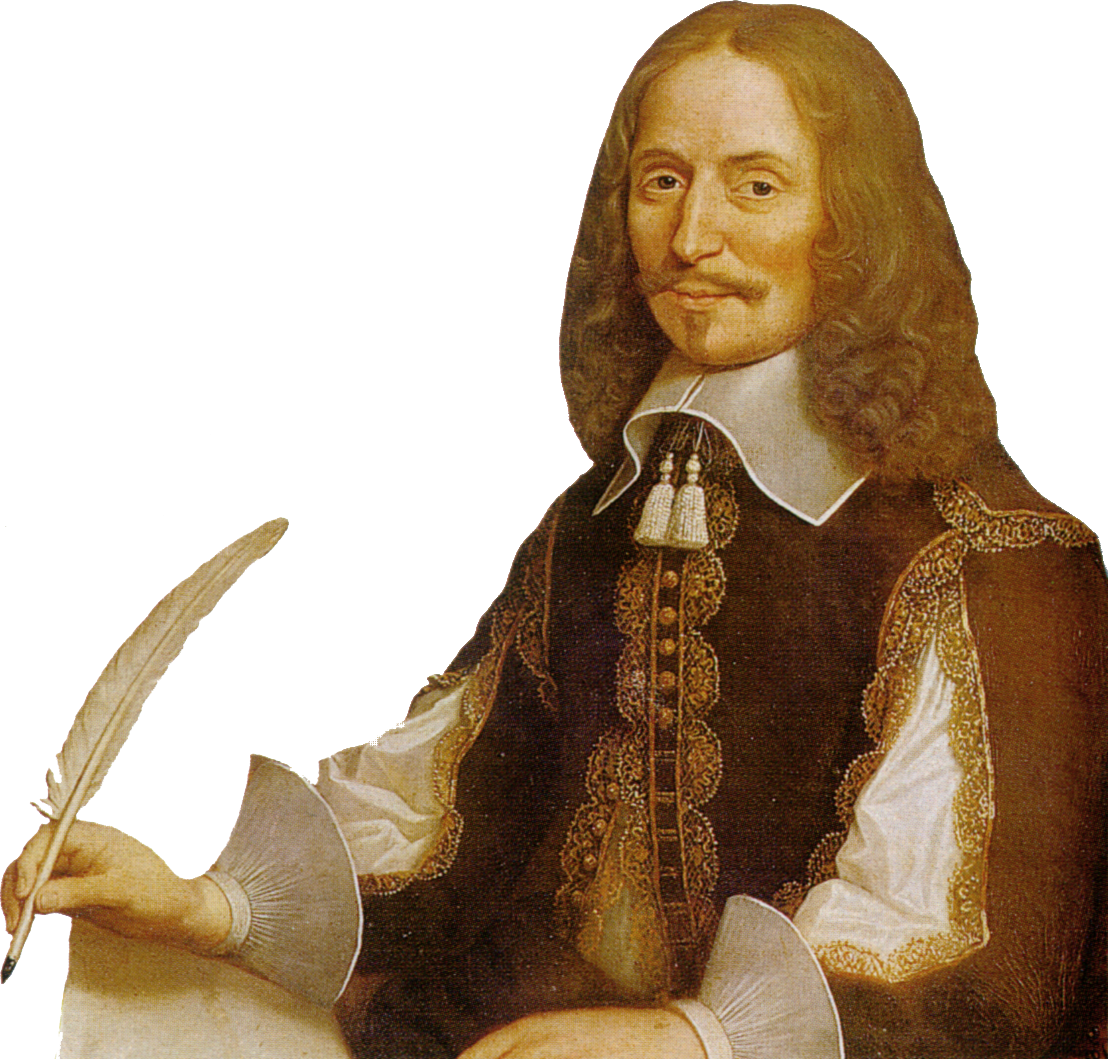

De skyldigheter som umgänget i stora världen alltmer ställde på Voiture, hindrade honom tvivelsutan att med allvar ägna sig åt författarskap. Utom några ofullbordade avhandlingar efterlämnade han endast en samling brev, skrivna till en mängd högt uppsatta personligheter, samt en samling lyrik, omfattande elegier, stanser, sonetter jämte några chansoner och rondåer, i vilka han visade sig vara lycklig verssmidare. Han var i synnerhet känd för sin tillfällighetsdikting.
Emellertid är det som prosaförfattare Voiture haft betydelse för franska språket, i första hand genom sina av samtiden beundrade 
Lettres. Dessa var visserligen till innehållet ganska betydelselösa, men genom den lätta och tilltalande form som utmärker dem, tjänade de som förebild för en mönstergill brevstil. 
Efter Voitures död offentliggjordes hans Œuvres (1650).